# Empire songhaï
Pour les articles homonymes, voir Songhaï (homonymie).
env. 1464 – 1591
Entités précédentes :
- Empire de Gao

Entités suivantes :
- Pachalik de Tombouctou
- Royaume de Dendi

L'Empire songhaï, ou empire des Songhaï, est un État précolonial d'Afrique de l'Ouest qui se développe de 1464 à 1591. L'empire prend racine dans l'ancien empire de Gao et obtient son indépendance de l'empire du Mali sous l'influence de la dynastie Sonni et notamment Sonni Ali Ber. Il atteint son apogée sous la dynastie Askia et particulièrement Askia Mohammed et s'étend sur des régions correspondant aujourd'hui au Mali, au Niger et au Nigeria.
Sous la dynastie des Askia, l'Empire songhaï adopte une organisation politique centralisée, influencée par les modèles islamiques. L'empereur, portant le titre d'Askia, est à la fois chef politique et religieux. Le pouvoir est structuré autour de deux centres : Gao, la capitale impériale, et Tindirma, base stratégique à l'ouest administrée par le Kanfari (en). Tombouctou devient un centre majeur du commerce transsaharien et de l'érudition islamique.
L'empire songhaï décline dans la seconde moitié du XVIe siècle à cause de conflits de succession et des dissensions au sein de la famille impériale. Ce déclin s'amorce particulièrement après le règne d'Askia Daoud. En 1591, les armées saadiennes d'Ahmad al-Mansur, dirigées par le mercenaire Yuder Pacha, envahissent l'empire et remportent la bataille de Tondibi. Malgré une résistance sous forme de guérilla, l'empire s'effondre et la majorité des territoires sont administrés par le Pachalik de Tombouctou. La dynastie Askia fuit Gao et fonde le royaume de Dendi.

## Histoire
L'Empire songhaï est initialement un petit royaume étendu  du fleuve Niger autour de l'actuelle ville de Gao. Au VIIe siècle, c'est le royaume de Gao, devenant vassal des empires du Ghana et du Mali. Il devient l'empire songhaï durant le XVe siècle et, à son apogée, s'étend sur une partie du Niger, du Mali et une partie du Nigeria actuels.

### Royaume de Gao (VIIe–XIIIesiècle)
Depuis le VIIe siècle, deux villes dominent la région au sein de l'empire de Gao, Gao-Saney (en) et Kukiya (en). Cette dernière est fondée par les touaregs sanhadjas,. Tandis que le royaume de Gao se renforce depuis Gao, un groupe culturel parlant le songhaï se concentre à Kukiya peu avant le Xe siècle . Une dynastie régnante, les Za ou Zuwa (en), émerge d'une fraction de la population, issue de métissages Songhaïs et Berbères. Son fondateur, Za el-Ayamen, dirige le royaume de Gao et porte le titre de « songhay de Kanta ». Ce changement dynastique s'accompagne d'un processus d'islamisation entre les Xe et XIe siècles qui se renforce avec la conversion du Jaa kosoy en 1019,. Ces changements rapides suggèrent un lien entre la nouvelle dynastie et les influences Almoravides de Tadmekka. 
Les territoires du Gao sont peut-être conquis par Sakoura, les faisant passer sous la coupe de l'empire du Mali, et la dynastie Zuwa semble disparaitre. Mansa Moussa le réinvestit pacifiquement et entame des projets de construction importants. Cependant, des réévaluations plus récentes liant les sources écrites aux données archéologiques permettent de dessiner une période de transition de pouvoir depuis une dynastie régnante, Zuwa, vers une soumission malienne pacifique. L'hypothèse d'une famille régnante malinké, proche de l'aristocratie malienne, est avancée.

### Dynastie des Sonni et la naissance de l'Empire songhaï (XIVesiècle-1492)
Depuis le début du XIVe siècle, une nouvelle dynastie dirige la ville de Gao, ayant le titre de Sii, cette dynastie porte le nom de Sonni. Contrairement à la version reconstruite donnant une ascendance yéménite à cette dynastie, son fondateur pourrait en réalité provenir du Mali et de son aristocratie. Cependant, les données restent contradictoires et ne permettent pas de déterminer si cette dynastie agit en tant que dynastie régnante, ou en tant que vice-royauté. Toutefois, cette transition dynastique complexifie les relations avec l'empire du Mali.
Michael Gomez émet l'hypothèse que la montée en puissance progressive de cette dynastie l'amène, au moment du règne de Mansa Souleiman à une première période d'autonomie, tout d'abord de les villes de Gao et Kukiya. Par la suite, vers les années 1430, les conflits internes permettent à Muhammad Dao, le père de Sonni Ali Ber, de reprendre possession de Tombouctou. Selon une autre version, il s'agirait plutôt de Sulayman Dama qui prend possession de Méma. Ces versions permettent de considérer que le processus d'expansion impériale s'enclenche avant le règne de Sonni Ali Ber,. La fondation de l'empire songhaï constitue en réalité une réémergence de l'empire de Gao.
Le règne de Sonni Ali Ber (1464-1492) commence par un conflit de succession en l'absence de règle de succession claire. Il entame ensuite une série de campagnes dont la stratégie consiste à se concentrer sur la sécurisation de villes majeures comme Tombouctou et Djenné. L'objectif stratégique est de pouvoir résister aux menaces que représentent les Touaregs au nord et les royaumes mossi au sud. Ainsi, à l'exception de la capture de Oualata, sa politique expansionniste reste d'abord très régionale.
La première sécurisation vise Tombouctou, alors tombée aux mains des Touaregs. L'élite musulmane anticipe la bataille et décide de fuir à Oualata, permettant à Sonni Ali Ber de prendre Tombouctou dès janvier 1469. Ses troupes mettent la ville à sac. Après avoir sécurisé Tombouctou, il se dirige vers Djenné avec une flotte de 400 pirogues, mais la ville ne se rend qu'après un long siège. Après cela, il lance une série d'offensive en dehors du territoire de l'ancien royaume Gao et se dirige dans le pays Bambara, près de Bandiagara. Les combats continuent et les troupes s'enfoncent en territoire Peuls jusqu'à Oualata. Au retour de cette campagne, une nouvelle campagne se dirige cette fois vers les territoires de l'Azawagh. L'issue de cette campagne est incertaine.
Après s'être étendu à l'ouest et au nord, les conquêtes permettent au territoire de s'étendre à l'est, capturant plusieurs villes haoussa. L'objectif stratégique étant ici de pouvoir prendre de front les royaumes Mossi au sud. Cependant, les forces Mossi s'enfoncent également dans le territoire songhaï et le conflit s'enlise durant six ans. Il semble qu'Ali Ber choisisse de renforcer ses positions qui se trouvaient dans la suite logique des attaques Mossi. La confrontation se fait à Kubi, au sud du Lac Débo, en 1483. La victoire est décisive et confirme l'hégémonie impériale songhaï.
Afin d'administrer les villes qu'il capture, il n'hésite pas à nommer des hauts fonctionnaires. Cependant, il rencontre des difficultés avec les élites musulmanes car il n'agissait pas en bon musulman. Sonni Ali tente en effet de préserver la culture non musulmane de son royaume.

### Askia Mohammad Touré

#### Renversement dynastique

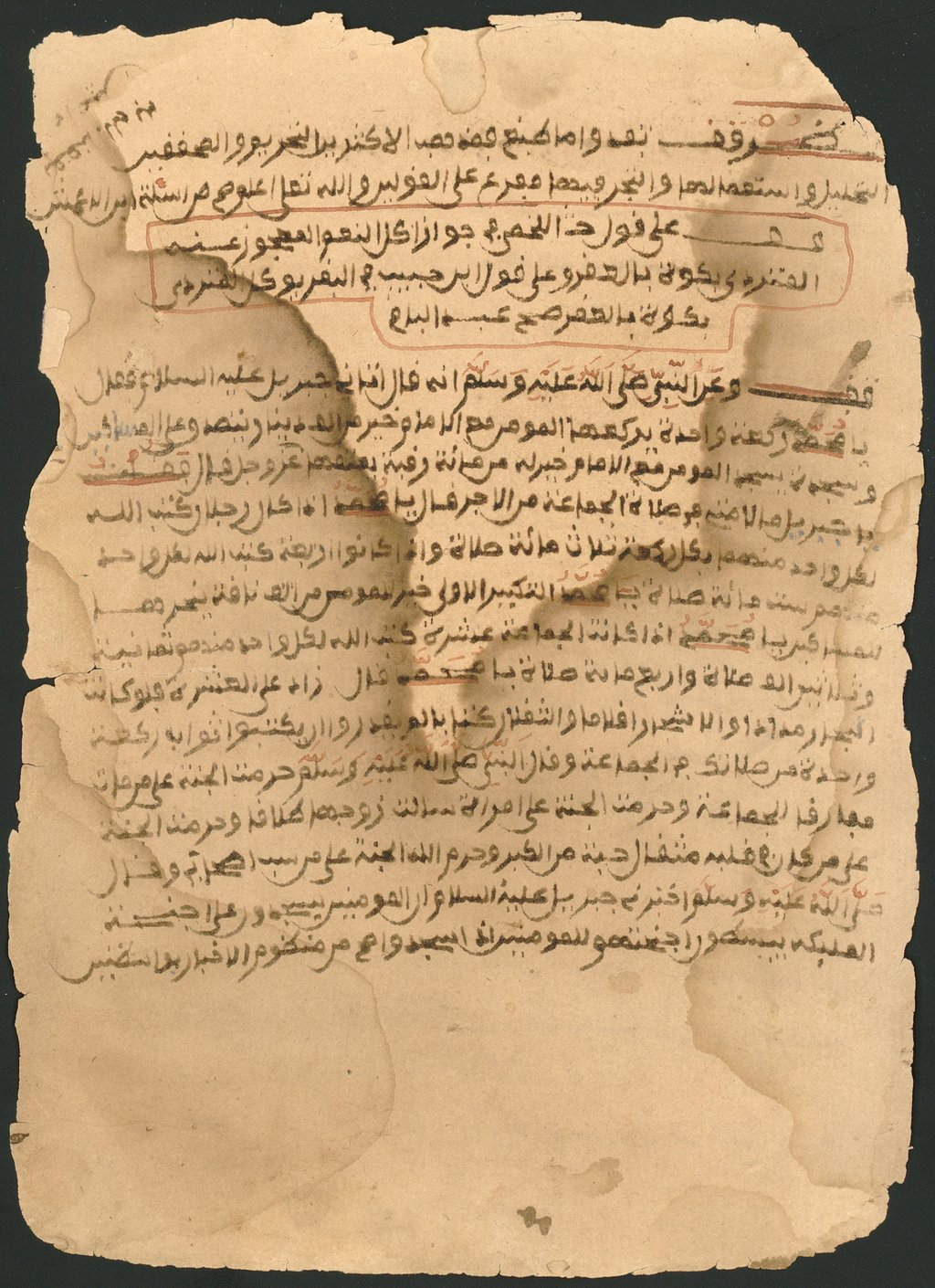
Réponds des érudits musulmans aux questions servant à légitimer la nouvelle dynastie Askia (vers 1500).

La mort de Sonni Ali Ber ouvre une courte période (1492-1493) d'instabilité au sein de l'Empire songhaï. Sonni Baro prend le pouvoir le 20 janvier 1493, cependant il fait face à un prétendant, Askia Mohammed, gouverneur régional et neveu de Sonni Ali ber. La prise de pouvoir s'effectue après deux batailles majeures, la première à Danagha le 8 février 1493 et la seconde près de Gao le 12 avril 1493. Ces deux défaites poussent Sonni Baro à fuir au sein du Sultanat de l'Aïr.
Le conflit entre Bāru et Mohammed Touré révèle une fracture au sein de l’appareil militaire songhaï. Si certaines unités sont restées fidèles à Bāru, d’autres soutiennent Mohammed Touré, notamment le gouverneur de la province de Bara, Mansā Kūra. Cependant, ce dernier semble avoir été le seul gouverneur à soutenir activement le Tondi-farma, tandis que les autres responsables provinciaux sont demeurés loyaux au sunni. Des sources mentionnent que Bāru bénéficie encore de l’appui de plusieurs dignitaires régionaux, tels que les chefs de Dirma, Kala, Bani, Djenne et possiblement Taratan.

#### Cosmopolitisme et pluralisme politique
Askia Mohammed (1493-1528) prend le contrepied de la politique religieuse de son oncle Sonni Ali Ber. Il achève d'islamiser le royaume à travers plusieurs batailles que rapporte le voyageur Léon l'Africain. L'Empire songhaï, largement islamisé, au moins dans les grandes villes, connaît son apogée sous la dynastie musulmane des Askia.
Sous la dynastie des Askia, l'empire se distingue par une forme de cosmopolitisme inédite dans la région depuis l’époque de l’empereur malien Mansā Mūsā. Ce cosmopolitisme se manifeste par une mise en valeur des centres urbains tels que Gao, Tombouctou et Djenné, renforcés par un commerce transsaharien dynamique et une ouverture culturelle vers le monde islamique.
L’un des aspects les plus novateurs de l’expérience songhaïenne est sa tentative d’unification politique au-delà des clivages ethniques. Des populations diverses — Songhaï, Mande, Peuls , Touaregs, entre autres — voient leurs appartenances tribales se transformer progressivement en une allégeance à l’État. Cette approche représente une rupture notable avec les modèles antérieurs, comme ceux de l’Empire du Ghana ou du Mali, qui maintenaient des noyaux ethniques dominants.

#### Expansion territoriale

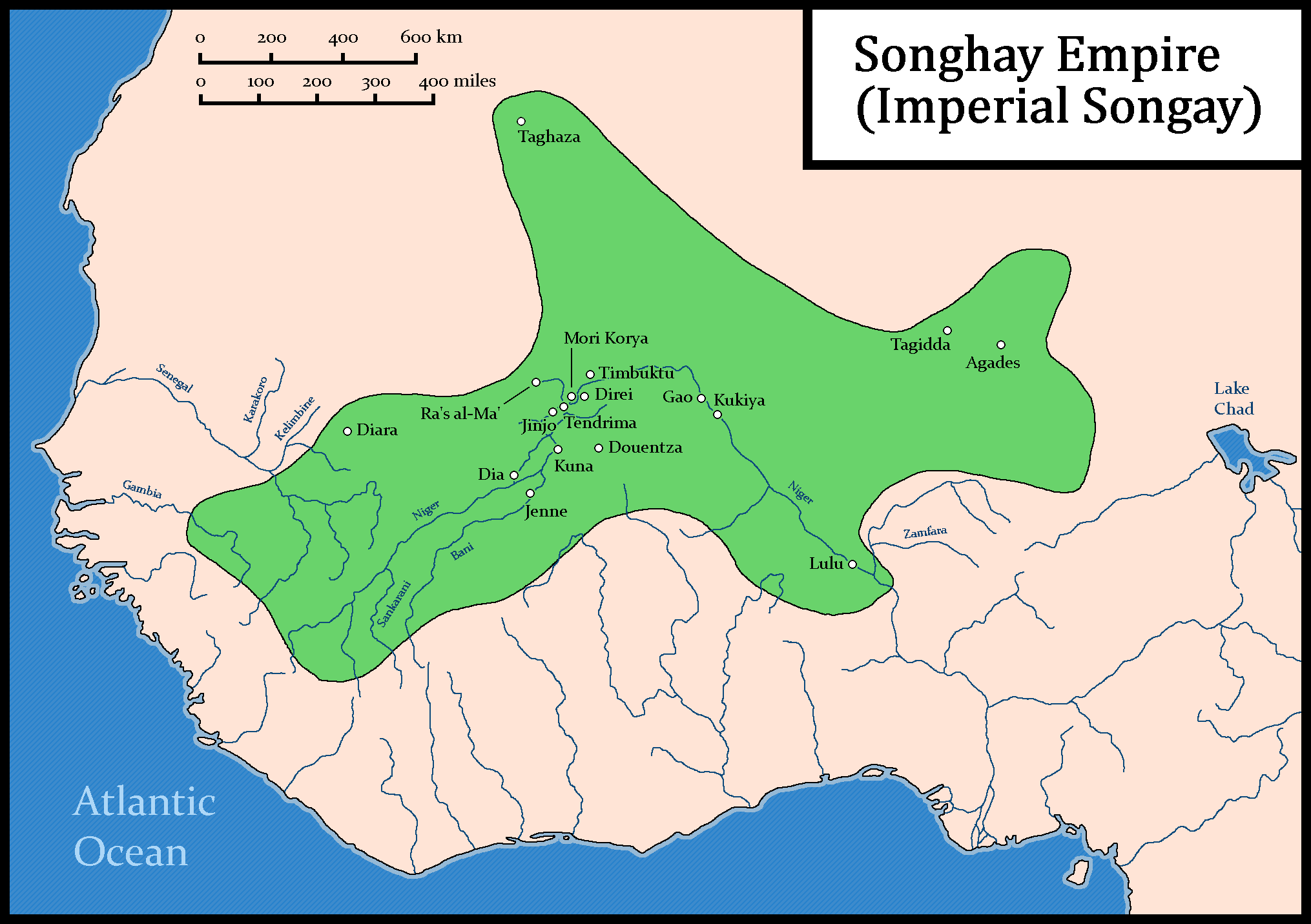
Carte de l'Empire songhaï sous Askia Mohammed Ier

Sous le règne d'Askia Mohammed, les territoires de l'empire Songhaï sont repoussés jusqu'à atteindre leur apogée. Les conflits opposent l'empire au royaumes mossi, à l'empire du mali, aux royaumes haoussa, au royaume du Kanem-Bornou ainsi qu'au royaume du Fouta-Toro.
Au sud, la frontière songhaïenne s’établit de manière durable dans la région de Bendugu, après une série de campagnes contre les Mossi de Yatenga. Au nord, le contrôle de Teghazza, centre majeur d’extraction du sel symbolise l’emprise de l’empire jusqu’aux marges du Sahara. À l’est, les campagnes contre Agadez et l’Aïr consolident la domination songhaïenne dans cette région. Dans la région haoussa, les succès sont plus limités. Les expéditions contre Katsina et Kebbi échouent à soumettre durablement ces États. D'autres cités haoussa (Zamfara, Zaria, Kano, Gobir) sont mentionnées comme conquises dans les récits de Léon l’Africain, mais ces affirmations, non corroborées par les chroniques soudanaises, semblent relever d’une confusion avec l’expansion de Kebbi. À l’ouest, le Songhaï incorpore la province de Baghana et le royaume de Diarra devient tributaire.
Si certaines sources affirment que l’empire s’étendait jusqu’à l’océan Atlantique, cette frontière occidentale semble en réalité s’être arrêtée aux hautes vallées du Falémé et du Sénégal. Les campagnes dans cette région, bien qu’importantes, ne sont pas accompagnées de preuves d’une expansion jusqu’à la côte.

### Conflits au sein de la dynastie Askia

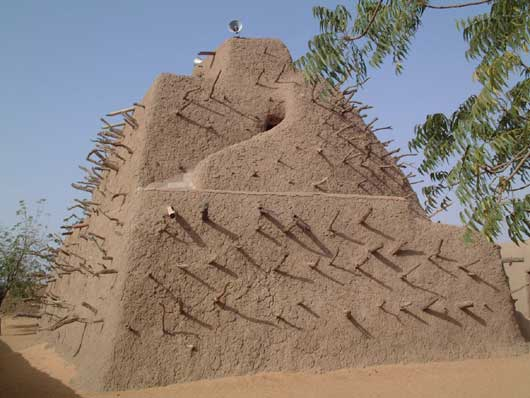
Tombeau d'Askia Mohammed.

Le règne d'Askia Mohammed ne s'achève pas par sa mort, mais par sa destitution par Askia Monzo Moussa en 1529. À partir de son règne, de très nombreux conflits dynastiques secouent l'empire. Son règne est notamment marqué par des purges dynastiques et une période de terreur. La situation provoque le soulèvement de plusieurs membres de la famille impériale qui le tuent le 12 avril 1531, cependant Askia Mohammed II Benkan saisit l'opportunité pour se faire couronner en l'absence des autres prétendants.
Il tente de sécuriser sa position durant son règne en exilant le vieux roi Askia Mohammed, toujours en vie. Durant son règne, il parvient à renforcer la bureaucratie, mais fait face à de multiples échecs militaires. En parallèle, Askia Ismaïl fomente un coup d'état avec son père Askia Mohammed et monte sur le trône en 1537. Afin d'être légitimé, il est proclamé calife par son père, peu avant la mort de ce dernier. Son règne est là encore marqué par des conflits et il meurt en 1539. Askia Ishaq Ier lui succède et se fait connaître pour son règne tyrannique. Cependant, à partir de son règne, les conflits dynastiques s'estompent .
Ces conflits dynastiques couvrent une période de vingt ans, de 1529 à 1549, qui est la conséquence de l'esprit de rivalité qui imprègne la famille impériale et l'élite aristocratique. Les très nombreux enfants issus de la pratique du concubinage déstabilise les éventuelles règles de succession et plonge la cour dans un niveau d'intrigue élevé. Les serviteurs et eunuques deviennent une composante importante des manigances impériales et la croissance de cette classe servile au sein de fonctions administratives encourage la traite négrière. Cet événement coïncide avec l'implantation des comptoirs commerciaux européens le long de la côte de Guinée qui renforcent les États forestiers tandis que l'empire du Songhaï est plongé dans des conflits internes.

### Askia Daoud

Afrique de l'Ouest en 1530.

Fils d’Askia Muhammad, Askia Daoud accède au pouvoir en 1549 à la suite d’une succession pacifique facilitée par son influence en tant que Kurmina-fari. Son règne, l’un des plus longs et des plus prospères de l’Empire songhaï, marque l’apogée politique, économique et culturelle de l’empire. Il consolide son pouvoir en plaçant ses fils à des postes-clés, marginalisant ses demi-frères. Il maintient l'ordre en assurant à ses opposants l’impunité, tout en éliminant certains rivaux influents. Pour renforcer la cohésion de l’empire, il favorise les mariages stratégiques entre élites politiques, religieuses et commerciales. Il établit des trésors provinciaux, développe les bibliothèques publiques et rénove les mosquées, notamment celles de l’Université de Tombouctou, soutenant ainsi la diffusion de l’islam et de l’alphabétisation,.
Son règne est marqué par au moins vingt campagnes militaires, dont plusieurs contre le Mali, les Mossi, les Borgu et les Dogon. Daoud étend l’influence songhaï dans des zones montagnardes et sahariennes, avec l’appui de contingents berbères. Toutefois, l’armée reste peu modernisée, continuant à s’appuyer sur des tactiques traditionnelles et n’intégrant pas les armes à feu,.
Sous Daoud, l’esclavage devient un pilier de l’économie et de l’administration impériale. Il possède de vastes plantations exploitées par des esclaves, dont certains accèdent à des fonctions militaires, fiscales et administratives élevées. Ce système évolue vers une forme fluide où des serviles peuvent devenir membres de plein droit de la société songhaï.
Face aux ambitions marocaines sur les mines de sel de Taghaza, Daoud opte pour une politique diplomatique prudente, envoyant de l’or au sultan al-Mansur pour apaiser les tensions. Ce geste est perçu comme un signe de faiblesse malgré son effet temporairement apaisant,. Askia Daoud meurt en 1582 à Tondibi. Sa mort survient en même temps qu'une épidémie de peste et les intérêts Saadiens sur les territoires du Songhaï,.

### Chute

Conquêtes des Saadiens.

La dynastie marque son déclin avec une nouvelle période de conflits de succession. Durant le règne d'Askia Mohammed III, le sultan saadien Ahmad al-Mansur, en quête de nouvelles ressources, intensifie ses efforts d’espionnage et ses incursions vers les zones stratégiques comme Teghazza, annonçant de futures invasions marocaines. Malgré des échanges de cadeaux diplomatiques, la pression ne cesse de croître. Son successeur, Askia Mohammed IV Bano ne règne qu'un an et quatre mois et enlise la cour impériale dans une nouvelle vague de purge. Une révolte servile survient durant son règne et place sur le trône Askia Ishaq II.
Le Songhaï s'effondre en 1591 à la suite de l'invasion des armées du sultan marocain Ahmed IV el-Mansour, conduites par le mercenaire ibérique Yuder Pacha. Vaincus après la bataille de Tondibi, en 1591, les Songhaïs essaient de négocier avec le sultan marocain, puis devant son refus, organisent une guérilla contre le corps expéditionnaire marocain. Les derniers askias songhaïs indépendants sont contraints de faire allégeance aux pachas marocains, avant de se replier en aval du fleuve Niger, autour de Sikieye, la nouvelle capitale, située aujourd'hui à l'emplacement de Niamey. L'Empire éclate en une douzaine de principautés. À Tombouctou et au niveau du nord de la boucle du Niger, les Marocains forment un pachalik qui perdure jusqu'au premier quart du XIXe siècle.
La dynastie Askia, repliée dans le Dendi, se réorganisent sous Askia Nouhou et une nouvelle capitale est établie à Loulami. Ils reprennent les traditions de l'empire songhaï, notamment religieuses.

## Historiographie
À la différence des autres empires sahéliens que sont le Gao, le Mali et le Ghana, l'empire songhaï ne repose pas seulement sur des sources écrites arabes externes, des données archéologiques ou la forte oralité caractéristique de l'historiographie de l'Afrique. En effet, dans le cas de l'empire songhaï, la pluralité de la société signifie également pluralité des modes de transmissions et des textes arabes sont produits directement au sein de l'empire durant son existence. Les principales sources d'études sont Abderrahmane Es Saâdi (Tarikh es-Soudan), Mahmud Kati (Tarikh el-fettach), Ahmad Baba al-Timbukti (Mi’rāj al-ṣu’ūd), Cheikh Abdelkrim El Maghili, Léon l'Africain ainsi que les correspondances diplomatiques avec le Maroc.
Le Ta’rīkh as-Sūdān poursuit un objectif politique clair : la légitimation du régime Arma. Il y est construit une continuité entre les dynasties songhaï et les suivantes en leur prêtant à tous des origines orientales (yéménites), renforçant ainsi leur légitimité religieuse et politique. Il marginalise l’origine mandingue des Askia, et présente leur déchéance morale comme la cause de la conquête marocaine. Deuxièmement, il cherche à remplacer la tradition orale des griots par une écriture savante inspirée des modèles arabo-musulmans (Ibn Khaldūn, Ibn Baṭṭūṭa). En ce sens, al-Saʿdī et ses prédécesseurs comme Maḥmūd Ka’ti introduisent une nouvelle technologie de la mémoire, où l’histoire écrite devient un outil de pouvoir, de réforme morale, et d’identité religieuse.
Le Ta’rīkh al-Fattāsh, débuté au début du XVIe siècle, est un texte à visée politique, conçu principalement pour légitimer la dynastie des Askia. Il s’ouvre sur des considérations théologiques sur la succession des pouvoirs et les dynasties, avant d’aborder l’histoire des royaumes antérieurs. L’objectif est de relier Askia al-Ḥājj Muḥammad aux grandes lignées royales du passé, notamment celles d’origine mande, et de présenter son règne comme la continuation d’un ordre divinement institué. Le décalage générationnel entre Maḥmūd Ka’ti et al-Sa’dī (auteur du Ta’rīkh as-Sūdān) est notable, Ka’ti étant mort un an avant la naissance de ce dernier. Il est donc probable que leurs projets chroniques répondaient à des contextes politiques différents. Il est même envisageable qu’al-Sa’dī ait eu connaissance d’une première version du Fattāsh et que son propre ouvrage ait servi de réponse ou de contre-discours.

## Organisation politique
L'organisation politique est mieux connue sous la dynastie Askia et adopte une architecture imperiale complexe influencée par les modèles musulmans classiques tout en s’inscrivant dans la continuité des traditions héritées des empires du Ghana et du Mali. L’empereur, désigné à la fois par le titre traditionnel d’Askia et par les titres islamiques de khalīfa (« successeur ») et amīr al-mu’minīn (« commandeur des croyants »), affirme une souveraineté religieuse et politique autonome vis-à-vis d’autres pouvoirs islamiques contemporains, notamment les Saadiens.
Le pouvoir se structure autour de deux centres : Gao, la capitale impériale, et Tindirma, base d’un commandement stratégique à l’ouest de l’empire. À Gao, le conseil royal reste mal connu, mais les sources soulignent le rôle prédominant des hauts dignitaires euniques. À Tindirma, l'Askia s'appuie sur la fonction de Kanfari qui agit en tant que vice-roi administrant la partie occidentale de l'empire.
L’administration impériale repose sur un système de charges hiérarchisées, souvent confiées à des membres de la famille royale. Les fils de l’Askia exercent des fonctions clés : fari-mondio (chargé de la collecte des revenus), Benga-farma (gouverneur du Benga), balma’a (commandant militaire à Kabara), ou encore kanfāri, autorité supérieure de la région ouest. Certaines fonctions comme le Dendi-fari, bien que prestigieuses, sont réservées à des personnalités extérieures à la dynastie, garantes d’un pouvoir de contrepoids. Ainsi, seuls le Dendi-fari et le Bara-koi disposent du droit de critiquer ouvertement l’empereur et de s’opposer à ses décisions.
L’étiquette de cour est stricte et cérémonielle. Les audiences impériales, tenues généralement le vendredi après la prière, sont régies par un protocole codifié. L’Askia ne se lève que pour les savants ou les pèlerins revenus de La Mecque, et sa parole est relayée par un porte-parole, le wanadu. Les hautes personnalités doivent s’agenouiller et se couvrir de poussière pour s’adresser à lui, une pratique héritée de l’Empire du Ghana. Toutefois, certaines figures comme le kanfāri ou le Jenne-koi bénéficient de privilèges particuliers.

## Organisation militaire
Sous la dynastie des Askia, l’empire songhaï développe une organisation militaire structurée et hiérarchisée, marquant une rupture avec l’époque des précédents souverains où la distinction entre civils et soldats est plus floue. Askia Muḥammad met en place une armée professionnelle, avec une séparation explicite entre les fonctions civiles et militaires, signe d’une centralisation accrue du pouvoir militaire.
L’armée songhaï se compose de deux grandes catégories : les forces provinciales, placées sous l’autorité des gouverneurs (comme les Dirma-koi, Jenne-koi ou Kara-koi), et une armée centrale directement sous le contrôle de l’Askia, vraisemblablement basée à Gao. Cette armée nationale peut être mobilisée lors d’expéditions ou pour soutenir des gouverneurs fidèles. Des postes militaires stratégiques renforcent cette organisation : le balma’a, commandant à Kabara, le kanfāri, basé à Tendirma, ou encore le Dendi-fari, responsable du front sud-est. Le kanfāri, notamment, devient un chef militaire incontournable sous Askia Muḥammad, menant plusieurs campagnes majeures.
Des estimations contemporaines suggèrent l’existence d’une armée permanente conséquente. Léon l'Africain évoque une garde de 3 000 cavaliers et un « grand nombre » d’infanterie équipée d’arcs empoisonnés. En croisant les sources, le contingent mobile ayant accompagné l’Askia à La Mecque aurait compté environ 1 500 soldats. En extrapolant, les garnisons fixes de Kabara, Gao, Tendirma et du Dendi auraient pu représenter un effectif total d’environ 27 000 hommes, sans compter les troupes levées localement par les gouverneurs.
La flotte fluviale, dirigée par le hi-koi, conserve un rôle essentiel sur le fleuve Niger, notamment pour la logistique et les opérations militaires. Une partie des troupes — notamment au sein de la cavalerie et de la marine — semble avoir été composée d’esclaves de guerre ou d’eunuques, comme l’atteste la mention d’une « cavalerie de eunuques » de 4 000 hommes à la veille de l’effondrement de l’empire au XVIe siècle.

## Culture

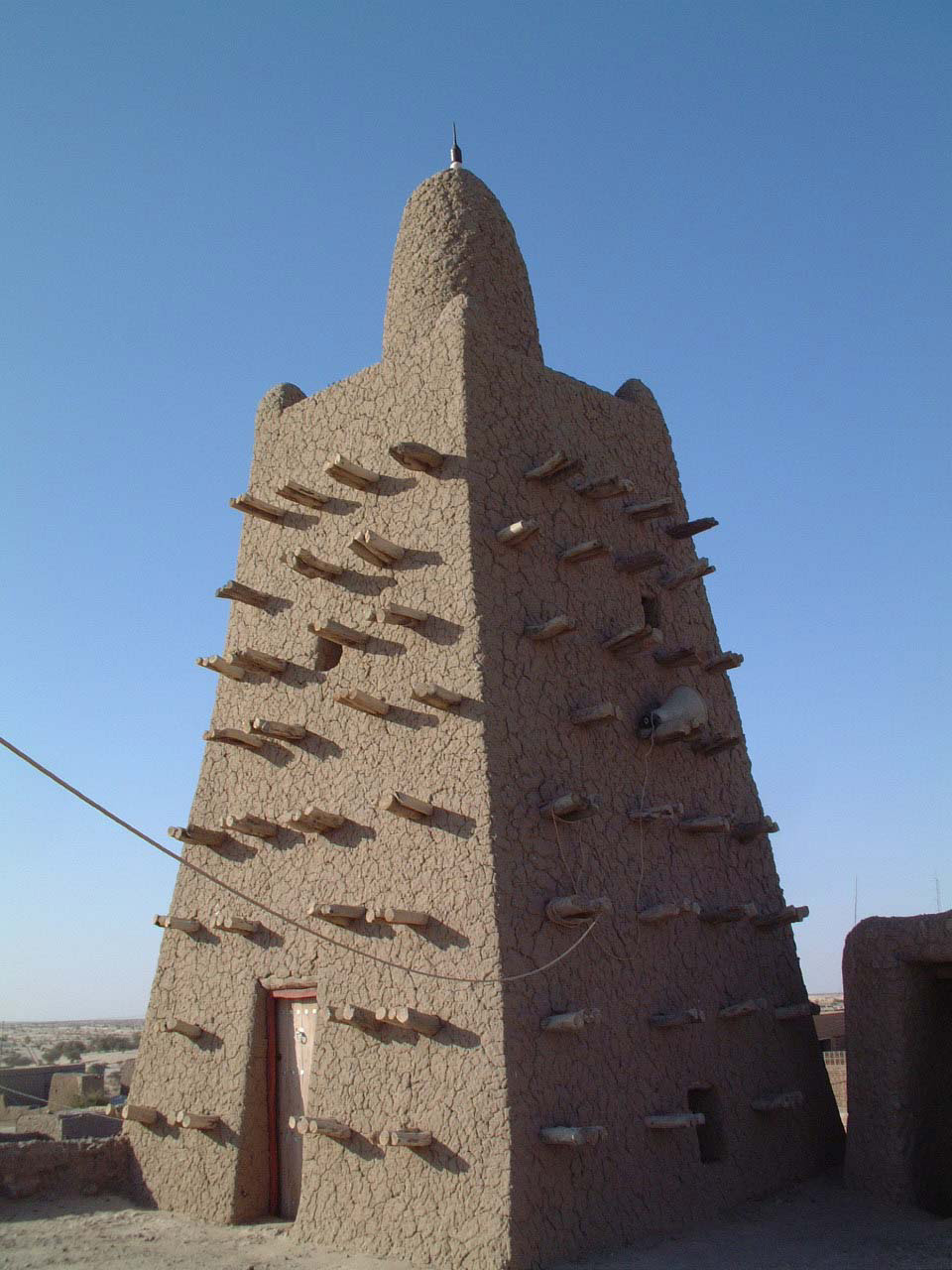
Mosquée Djingareyber fondée par Mansa Moussa.

La ville de Tombouctou devient, lors de l'affaiblissement de l'empire du Ghana, au XIe siècle, le point de regroupement des caravanes et le centre du commerce transsaharien, ce qui en fait non seulement la métropole économique des empires du Mali et songhaï, mais aussi le principal centre religieux et intellectuel. De nombreux monuments en pisé sont alors érigés, telles les mosquées Djingareyber, construite sous le règne de l'Empereur du Mali Kankan Moussa, Sidi Yaya et Sankoré[réf. nécessaire]. L'explorateur français René Caillié y pénètre bien plus tard, en 1828, et n'y trouve que des restes de sa splendeur médiévale.
Le savoir, les livres et l'enseignement tiennent une grande place dans l'Empire ; c'est un héritage de l'empire du Mali que l'Askia Mohammed va protéger et développer. Les étudiants et les savants viennent d’Égypte, du Maroc, d'Andalousie ou d'Allada pour suivre des cours de mathématiques, de grammaire ou de littérature à l'université Sankoré ou d'autres médersa.
Les Askias s'entourent de lettrés. De nombreux docteurs étrangers viennent s'installer à Gao et Tombouctou, cette dernière étant la capitale culturelle de l'État. Ils apportent les traditions académiques de Chinguetti, Djenné mais aussi La Mecque et Le Caire dont l'université al-Azhar est, à cette époque, le plus grand centre d'enseignement des sciences islamiques. Dès la seconde génération, les savants de Tombouctou développent leurs propres enseignements et critiquent dans leurs commentaires certains ouvrages des maîtres du Caire. La liberté d'enseigner est grande, il suffit d'être titulaire d'un diplôme pour ouvrir une école. Les signes du pouvoir intellectuel se retrouvent dans les habits des enseignants : boubou spécifique, turban blanc et longue canne à bout pointu[réf. nécessaire]. Ahmed Baba, lettré de Tombouctou, déporté lors de la conquête marocaine et qui retrouve la liberté à la mort du sultan Ahmed el-Mansour, vers 1605, s'illustre à Marrakech par la profondeur de son savoir.
L'arrivée au pouvoir des Askias entraîne cependant un virage rigoriste de la politique religieuse de l'Empire. L'arrivée d'al-Maghili, par exemple, amène la destruction des communautés juives des oasis du Sahara, celles du Touat en particulier. L'islam ne pénètre cependant pas le monde rural ; l'Empire songhaï reste une civilisation urbaine et les efforts des classes dirigeantes dans l'organisation et l'administration de l'Empire restent focalisés sur la société urbaine commerçante. En revanche, la fin de l'Empire entraîne un exode des imams dans des ermitages ruraux autour desquels s'organise une seconde islamisation du songhaï, l'islamisation des campagnes (xviie et XVIIIe siècles).

## Économie

Principales voies du commerce transsaharien.

L’économie de l’empire du Songhaï repose sur une combinaison complexe de sources de revenus, bien que peu de traces écrites formelles, comme des registres fiscaux, soient conservées. Les recettes de l'État provenaient principalement de cinq catégories : les droits de succession, les taxes agricoles, les tributs des provinces périphériques, le butin de guerre, et les droits de douane perçus sur le commerce transsaharien via des entrepôts stratégiques tels que Tombouctou, Djenné, Gao et les mines de sel de Taeghazza.
Sur le plan fiscal, le droit d'héritage constitue  une source significative de revenus. Le régime patrilinéaire de l’islam est utilisé pour contester le modèle matrilinéaire préislamique (héritage par les neveux maternels). Ceux qui refusent d’adopter la patrilinéarité islamique pouvaient voir leurs biens confisqués, et même après repentance, l’Askia se réservait la moitié de ce qu’ils possèdent au-delà de ce que permettait le droit islamique.
L’agriculture, l’élevage et la pêche sont au cœur de l’économie rurale. Le fleuve Niger, riche en ressources halieutiques, permettait à des communautés comme les Sorko, Sorogo et Somono de fournir du poisson à l’État, en plus de leurs rôles militaires. Les taxes (kharāj) sur les terres et les troupeaux représentent une part importante des recettes, perçues par des fonctionnaires comme le fari-mondio (chef des champs), le wanay-farma et le bābali-farma. D’autres impôts sont prélevés sur les provinces tributaires comme l’Aïr ou le Kaniaga. Ces contributions s’ajoutaient au fay’ (butin de guerre), notamment lors des campagnes contre les Mossi, les Maliens ou les royaumes haoussa, lesquelles rapportaient captifs et richesses matérielles.
Enfin, le commerce transsaharien représente probablement la source de revenu la plus lucrative, notamment grâce aux droits de douane sur les caravanes traversant Agadez, Oualata, ou Teghazza. De nombreux fonctionnaires, comme les mondio de Tombouctou, Djenné, Masina ou encore ceux affectés aux mines de sel (Taghaza-mondio), sont chargés de collecter ces taxes.
Les ressources qui transitent par le commerce transsaharien sont le sel, l'or mais aussi des noix de kola, de l'ambre gris, de la gomme arabique, des peaux de léopards et des esclaves. Il exporte également des peaux d'hippopotames, découpées et tannées pour en faire des boucliers, réputés jusqu'au Maroc. L'or, qui fascine autant les Européens que les souverains marocains, n'est pas produit dans le Songhaï mais dans des mines, essentiellement situées en pays akan dès le XVIe siècle. Comme le Mali, le Songhaï sert de plaque tournante à des échanges commerciaux de biens qu'il ne produit pas : l'or vient de la forêt et le sel du Sahara.
L'Empire songhaï reçoit du Maghreb, en contrepartie, des produits manufacturés tels que des bijoux, des armes, des étoffes ou des miroirs, ainsi que des produits agricoles tels que du blé, des dattes ou des chevaux. À partir du milieu du XVIe siècle, le Songhaï finit par entrer en conflit avec les Saadiens pour la possession des mines de sel du désert et, en particulier, la grande mine de sel de Teghazza, finalement abandonnée par les Touaregs après son annexion en 1582 par les sultans saadiens.

### Filmographie
- L’Empire songhaï, court métrage d'Ousmane Sembène, 1963.